# Młodzieżowy Ośrodek Wychowawczy w Babimoście

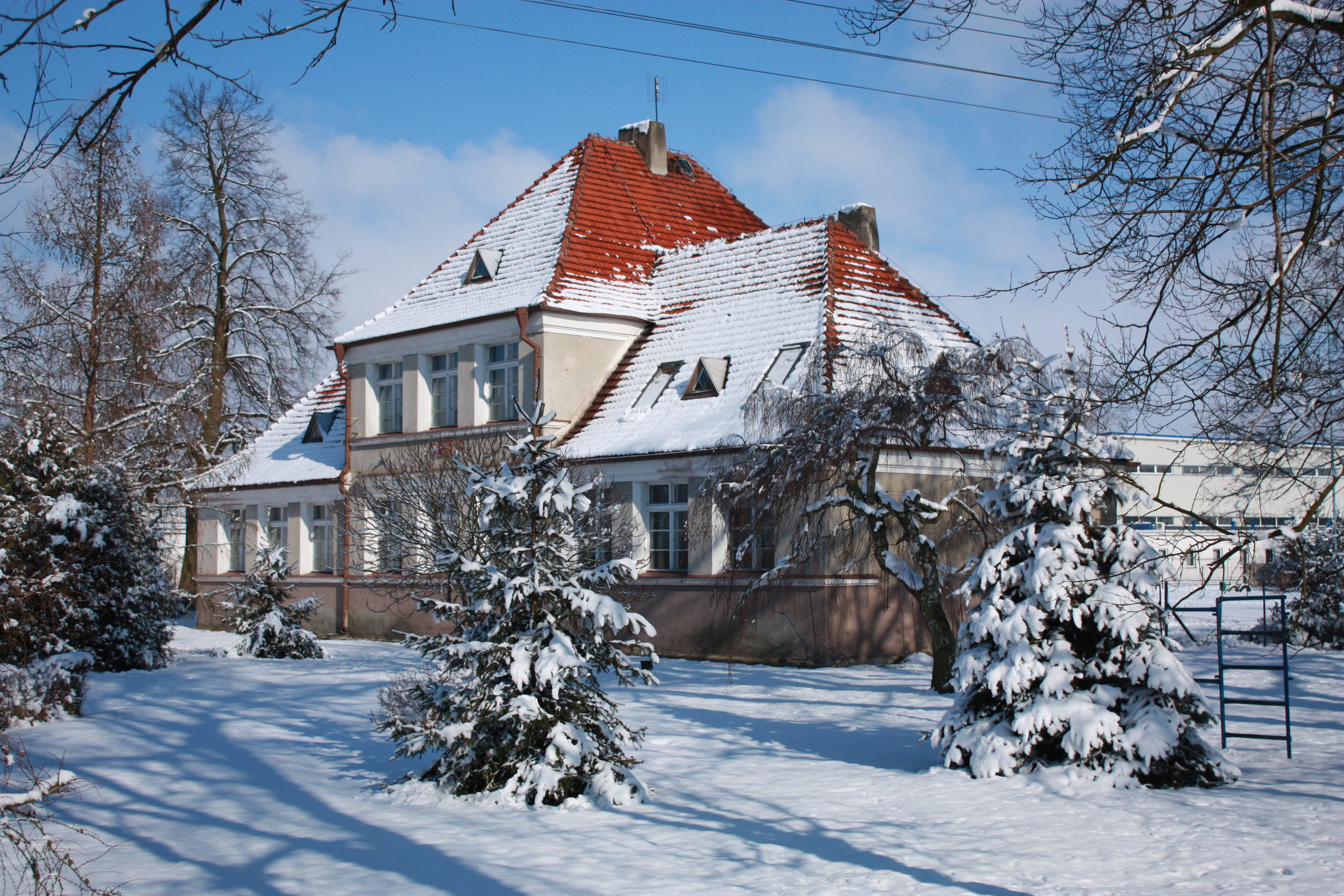

Młodzieżowy Ośrodek Wychowawczy im. Janusza Korczaka w Babimoście woj. lubuskie jest placówką o charakterze resocjalizacyjnym przeznaczony dla chłopców w wieku 13 - 18 lat, czynny cały rok. Placówka powstała w 1957 r.
Od 1981 do 31 sierpnia 2009 r.obowiązki dyrektora Ośrodka pełnił Stanisław Dajczak. Ośrodek posiada sztandar i imię Janusza Korczaka.
W strukturze placówki funkcjonuje szkoła podstawowa oraz gimnazjum.
Podstawową formą pracy wychowawczej są kontrakty podpisywane przez wychowanków z wybranym wychowawcą lub dyrektorem. 
	Od kilkunastu lat praca Ośrodka przebiega pod kątem dalszego doskonalenia systemu opartego na nauce, pracy, sporcie i samorządzie młodzieży. 